# Herb Krautblatt
Herbert "Herb" Krautblatt (nacido el 19 de noviembre de 1926 y fallecido el 10 de febrero de 1999) fue un jugador de baloncesto estadounidense que disputó una temporada en la NBA y tres más en la ABL. Con 1,85 metros de estatura, jugaba en la posición de base.

## Trayectoria deportiva

### Universidad
Jugó durante tres temporadas con los Broncs de la Universidad Rider, todas ellas con un balance positivo en victorias. En 1945 anotó 367 puntos, lo que supuso un récord de la universidad hasta ese momento. Llevó a los Rider a un balance de 15 victorias y 6 derrotas, el mejor en 17 años.

### Profesional
Fue elegido en el Draft de la NBA de 1948 por Baltimore Bullets, con los que únicamente disputó diez partidos, en los que promedió 1,3 puntos.
Al año siguiente fichó por los Trenton Tigers de la ABL, con los que jugó 33 partidos en los que promedió 12,3 puntos, el segundo mejor del equipo, sólo superado por Jack Hewson, en una temporada en la que cayeron en primera ronda de play-offs ante Wilkes-Barre Barons. En 1949 jugó con los Hartford Hurricanes, volviendo a ser el segundo mejor anotador del equipo, con 13,0 puntos por partido, esta vez sólo superado por Johnny Bach, para acabar jugando una última temporada con los Paterson Crescents, en la que sus estadísticas bajaron hasta los 6,0 puntos por encuentro.

#### Estadísticas en la BAA

##### Temporada regular
| Temporada | Edad | Equipo            | Liga | Pos. | P  | TIT | MIN | TC  | TCA | %TC  | 3P | 3PA | %3P | TL  | TLA | %TL  | R.OF. | R.DEF. | REB | ASIS | ROB | TAP | PER | FP  | PTS |
| 1948-49   | 22   | Baltimore Bullets | BAA  |      | 10 |     |     | 0.4 | 1.8 | .222 |    |     |     | 0.5 | 1.1 | .455 |       |        |     | 0.4  |     |     |     | 1.4 | 1.3 |
| Total     |      |                   | BAA  |      | 10 |     |     | 0.4 | 1.8 | .222 |    |     |     | 0.5 | 1.1 | .455 |       |        |     | 0.4  |     |     |     | 1.4 | 1.3 |